# Einar Bergström

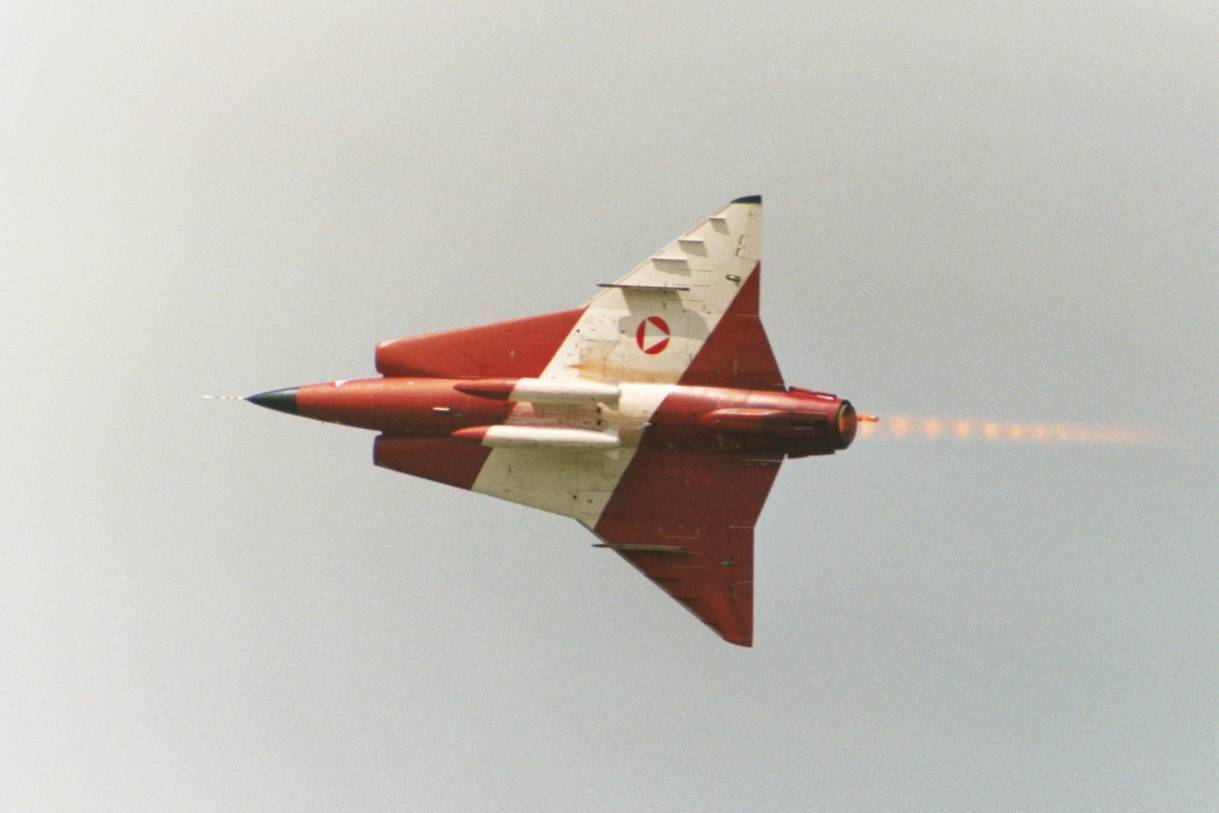
Saab 35 Draken

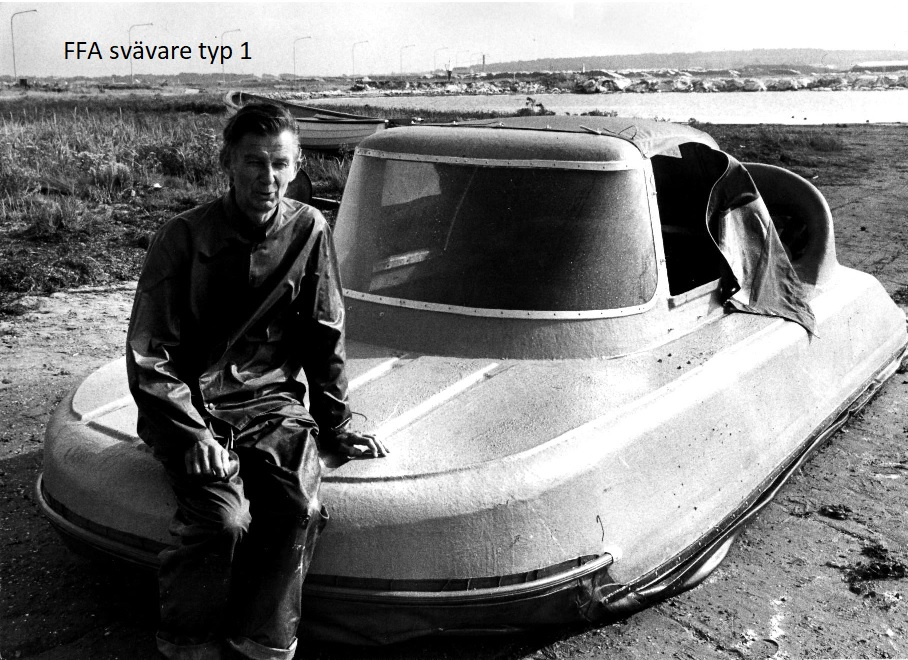
Einar Bergström och FFA typ 1 ca 1972

Bror Einar Bergström, född 27 maj 1919 i Helsingborg, död 7 juli 1996 på Ingarö, var en svensk ingenjör. Han var son till riksdagsman och chefredaktör Karl Bergström och modedesigner Viveka Bergström är hans dotter.

## Biografi

### KTH
Efter olika turer i Svenska flygvapnet under andra världskriget fick Einar Bergström en värnpliktig utbildning vid KTH med examen 1947. År 1947 anställdes han vid Flygförvaltningen med placering på KTH för forskning i aerodynamik under professor Sten Luthander med avseende på Saab 32 Lansen och Saab 35 Draken. 

### Saab
Ett allt närmare samarbete med Saab medförde en övergång till anställning vid Saab 1951 under Erik Bratt och Tore Gullstrand. 
Beställarens, svenska flygvapnets önskemål (Försvarsbeslutet 1958) på 1950 till 70-talen var att kunna angripa strategiska kärnvapen-bombflyg såsom Tupolev Tu-16 på kort tid innan de nått målen. Detta med riktigt snabba överljuds-deltavinge-jaktflygplan såsom Saab 35 Draken, där hastighet och beredskap var det primära. Svenska flygvapnets önskemål var också invasionsförsvar över omliggande haven med attackflyg såsom Saab 32 Lansen. Ekonomi och materialteknik för värme av friktionen mot atmosfären satte gränsen för hastigheten. Detta genererade stora beställningar att bygga upp ett mycket stort flygvapen och resurser för  utvecklingsarbete.
Projekten Saab 32 Lansen och Saab 35 Draken var nyskapande och inte minst överljudshastighetsflygning och de aerodynamiska aspekterna av detta var viktiga arbetsområden. Detta gällde inte minst de inre aerodynamiska förhållanden för luftintag, utblås och kanaler i flygkroppen. På den här tiden beräknades allt för hand med räknestickor och stora delar av arbetet skedde med aerodynamiska empiriska tester i vindtunnel samt provflygningar av testversioner med testpiloter. Testerna om löpande ombyggnader skedde huvudsakligen på Lilldraken, där Bergström visade vägen i omdesignen av Drakens frontparti.   
Einar Bergström var senare projektledare för aerodynamiken för skolflygplanet Saab 105/SK60. 
Under sista åren vid Saab var han engagerad i Saab 401 svävare som var en beställning från Marinförvaltningen, vilket engagerade honom till stor del resten av karriären. Samma tema av avgörande betydelse var inre aerodynamik.

### FFA
År 1963 övergick Einar Bergström till Flygtekniska försöksanstalten FFA där han var engagerad i stora delar i samma projekt som tidigare eftersom Flygförvaltningen, SAAB och FFA arbetade nära och integrerat.

### Svävare
Vid FFA växte dess svävarprojekt allt starkare efter att Saab 401 inte nått ända fram och svävartekniken behöver utvecklas vidare. Under 70-talet togs FFAs två svävarprototyper fram och man betraktade projektet som full tillämpbart runt 1980 och sökte civila partners då Marinförvaltningen inte längre var drivande. De civila parterna man arbetade med var transportoperatörer såsom  Storstockholms lokaltrafik. Storstockholms lokaltrafik, SL beslutade sig till slut för att avstå. Beslutet angavs formellt med anledning av de svårigheter att få länsstyrelsens tillstånd för svävartrafik i området. Det var betydande svårigheter att kommunicera teknik och lagens syfte med ämbetsmän. Svensk lag för svävare var radikalt restriktivare än i ex Storbritannien där svävartrafik varit vanligt förekommande. 
Efter Einar Bergströms pension från FFA 1982 och SLs beslut drevs FFAs svävarprojekt inte vidare.